# Dariya Derkach
Dariya Derkach (ukrainisch Дарія Деркач, Darija Derkatsch; * 27. März 1993 in Winnyzja, Ukraine) ist eine italienische Leichtathletin ukrainischer Herkunft, die im Dreisprung und Weitsprung aktiv ist.

## Sportliche Laufbahn
Bei den U23-Europameisterschaften in Tampere 2013 gewann sie im Dreisprung die Silbermedaille und belegte im Weitsprung den sechsten Platz. Des Weiteren qualifizierte sich Derkach für die Weltmeisterschaften in Moskau, wo sie im Weitsprungbewerb mit 6,16 m in der Qualifikation ausschied. 2014 gewann sie Silber und Bronze bei den U23-Mittelmeerspielen in Aubagne im Drei- und Weitsprung. Zudem qualifizierte sie sich im Dreisprung für die Europameisterschaften in Zürich, bei denen sie erneut in der Qualifikation ausschied. 2015 qualifizierte sie sich für die Halleneuropameisterschaften in Prag im Dreisprung und schied dort in der Qualifikation aus. Bei den U23-Europameisterschaften in Tallinn 2015 gelangte sie ins Dreisprungfinale und verpasste dort als Vierte knapp eine weitere Medaille im Dreisprung. Seitdem konzentriert sie sich ausschließlich auf den Dreisprung. 2016 gelangte sie bei den Europameisterschaften in Amsterdam in das Finale und belegte dort Rang zehn. Sie qualifizierte sich auch für die Olympischen Spiele in Rio de Janeiro, bei denen sie aber mit 13,56 m in der Qualifikation ausschied. 2017 nahm sie an den Halleneuropameisterschaften in Belgrad teil, konnte sich aber als 13. der Qualifikation ein weiteres Mal nicht für das Finale qualifizieren.
2018 qualifizierte sie sich erneut für die Europameisterschaften in Berlin, bei denen sie ohne einen gültigen Versuch in der ersten Runde ausschied. Zuvor wurde sie bei den Mittelmeerspielen in Tarragona mit 13,39 m Achte. 2021 steigerte sie ihre Bestleistung auf 14,47 m und qualifizierte sich damit für die Olympischen Spiele in Tokio, bei denen sie aber mit 13,90 m den Finaleinzug verpasste. Im Jahr darauf wurde sie dann bei den Hallenweltmeisterschaften in Belgrad mit 13,67 m 15. und im August schied sie bei den Europameisterschaften in München mit 13,65 m in der Qualifikationsrunde aus. 2023 gewann sie dann bei den Halleneuropameisterschaften in Istanbul mit 14,20 m die Silbermedaille hinter der Türkin Tuğba Danışmaz. Im August belegte sie bei den Weltmeisterschaften in Budapest mit 14,36 m im Finale den achten Platz. Im Jahr darauf belegte sie bei den Europameisterschaften in Rom mit 14,03 m den achten Platz und auch bei den Olympischen Sommerspielen in Paris gelangte sie mit 14,14 m im Finale auf Rang acht. Anschließend wurde sie beim Memoriał Kamili Skolimowskiej mit 14,02 m Dritte. 
In den Jahren 2014, 2016 und 2017 sowie von 2020 bis 2022 und 2024 wurde Dekach italienische Meisterin im Dreisprung im Freien sowie 2014 Hallenmeisterin im Weitsprung sowie 2015 und 2017 und von 2020 bis 2023 auch im Dreisprung. Sie wurde in der Ukraine geboren und lebt mit ihren Eltern seit 2002 in Pagani nahe Neapel. Seit 2013 besitzt sie die italienische Staatsbürgerschaft und startet seitdem international für Italien. Deshalb nahm sie an keinen internationalen Meisterschaften im Juniorinnen- und Jugendalter teil.

## Persönliche Bestleistungen
- Weitsprung: 6,67 m (+1,5 m/s), 25. Juni 2013 in Rieti
- Dreisprung: 14,52 m (+0,8 m/s), 16. September 2023 in Eugene